# Saissetia ficinum
Saissetia ficinum är en insektsart som först beskrevs av Pasquino Paoli 1916.  Saissetia ficinum ingår i släktet Saissetia och familjen skålsköldlöss. Inga underarter finns listade i Catalogue of Life.